# Raúl Marcó del Pont
Raúl Marcó del Pont (n. San Rafael (Mendoza); 2 de octubre de 1907 - n. Córdoba; 2004) es un escritor, político, historiador, cronista y periodista argentino. Pionero de la cultura mendocina.
En San Rafael (Mendoza) ejerce su profesión de Escribano Público, profesión de su padre, Augusto Marcó del Pont.

## Biografía
Continuando las tradiciones progresistas y liberales de su progenitor, y sus inclinaciones intelectuales, escribió Historia del sud mendocino, y luego un ensayo histórico sobre el último capitán general de Chile, el Mariscal Francisco Casimiro Marcó del Pont.
Su primer libro fue premiado por la Comisión Nacional de Cultura (trienio 1947-9) y el segundo, en el certamen de la Asociación Interamericana de Escritores, año 1953.
A pesar de su numerosa producción histórica y sociológica, dispersa en diarios y revistas de Mendoza, su publicación es escasa. Una conferencia sobre Fausto Burgos el nativista, en folleto, en San Juan 1955.
Fue director del diario local “La Capital” del Boletín de la Comisión Municipal de Cultura, del Boletín Histórico y Literario “Hombres de San Rafael”, colaborador de “La Capital” (San Rafael), “El Comercio”, “La Quincena Social” (Mendoza).
Fue un invitado especial al primero congreso de Historia Nativa (Buenos Aires, Argentina), realizado en Santiago del Estero en el año de 1953, presentó y fue aprobado su trabajo “Orígenes de la ciudad de San Rafael”. Y además miembro de numerosas comisiones e instituciones culturales, como la extinguida Comisión Provincial de Extensión Cultural, Director de la Biblioteca Popular Mariano Moreno, y de la Biblioteca Popular y Ateneo Lisandro de la Torre.
No se encastilló en la torre de marfil de “El arte por el arte”, participando y sintiendo las grandes conmociones sociales, presidió la Comisión de Ayudó a España Republicana, secretario del Comité Contra el Racismo y el Antisemitismo y otros organismos populares democráticos de su ciudad natal.[cita requerida]
Viajó a Chile como delegado al Cincuentenario del poeta Pablo Neruda en 1954.

## Publicaciones
- Historia del Sud Mendocino. Premio Comisión Nacional de Cultura 1950. Región Andina. (Trienal)
- El Mariscal Francisco Casimiro Marcó del Pont. Último capitán general de Chile. Premio Asociación Interamericana de Escritores. 1950.
- Orígenes de la ciudad de San Rafael, aprobado en el 1.er Congreso Nacional de la Historia. Santiago del Estero, 1953.
- Fausto Burgos (El nativista). 1955.
- El Doctor Schestakow. (Vida de un médico ejemplar y el surgimiento de una ciudad). Buenos Aires, 1964.

## Colaboraciones en prensa
De carácter histórico y sociológico.
- Diarios:
  - “Los Andes”, “Tiempo de cuyo”, Mendoza.
  - “El Comercio”, “La Capital”, San Rafael.

- Revistas:
  - “La Quincena social”, Mendoza.
  - “Nativa”, Buenos Aires.